# سلیم الزمان صدیقی
سلیم الزمان صدیقی (به اردو: سلیم الزّماں صدّیقی)؛ زاده ۱۹ اکتبر ۱۸۹۷ – درگذشته ۱۴ آوریل ۱۹۹۴) یک دانشمند در زمینه شیمی آلی اهل پاکستان بود.